# Cosmiques
Pour les articles homonymes, voir rayons cosmiques et refuge des Cosmiques.

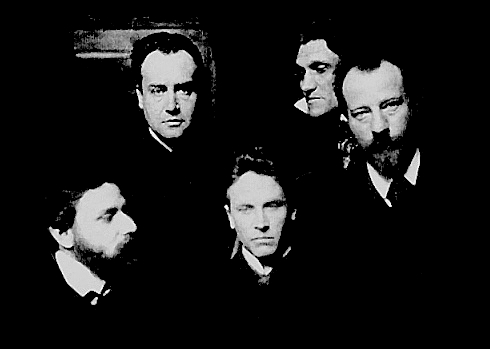
Karl Wolfskehl, Alfred Schuler, Ludwig Klages, Stefan George, Albert Verwey.

Les Cosmiques était un cercle fermé d'intellectuels et écrivains du début du XXe siècle établi à Munich en Allemagne, ayant vu passer dans ses rangs Alfred Schuler (de), Ludwig Klages ou Karl Wolfskehl entre autres.
L'un de leurs principaux points de référence est le travail du mythologue suisse Johann Jakob Bachofen sur les premiers matriarcats (Das Mutterrecht , 1861), qu'ils redécouvrent et réinterprètent.
Fanny zu Reventlow est l'une de leurs muses qu'ils surnomment la comtesse bohémienne de Schwabing.